# Česká advokátní komora
Česká advokátní komora (ve zkratce ČAK) je stavovským sdružením advokátů. Její sídlo je v Praze a má pobočku v Brně. Členství v ní je pro všechny advokáty ze zákona povinné, a jedná se tak o největší právnické profesní sdružení samosprávy v České republice.
Jejím posláním je vykonávat samosprávu advokacie a tím chránit a garantovat kvalitu právních služeb poskytovaných advokáty. Komora je veřejnoprávní korporací, není tedy součástí státu. Jako právnická osoba veřejného práva je zřizována zákonem a nezapisuje se do obchodního rejstříku. Brněnská pobočka zajišťuje působnost komory pro evropské advokáty a pro advokáty a jejich koncipienty se sídlem v obvodu olomouckého vrchního soudu.

## Sídlo
Česká advokátní komora sídlí v Praze na Národní třídě čp. 16, v Kaňkově paláci, což je budova, kterou vdova po advokátovi JUDr. Janu Kaňkovi odkázala roku 1895 nadaci pro chudé advokáty, jejich vdovy a sirotky. Sídlila zde pražská Advokátní komora, od roku 1952 Ústředí advokátních poraden a po roce 1990 se dostala do vlastnictví ČAK. Brněnská pobočka pak sídlí v Kleinově paláci na náměstí Svobody.

## Organizace komory
Současná organizace České advokátní komory je upravena v zákoně č. 85/1996 Sb., o advokacii. Jejími orgány jsou:
- sněm – nejvyšší orgán komory
- představenstvo – výkonný orgán komory o 11 členech + 5 náhradnících
- předseda komory – zastupuje komoru navenek
- kontrolní rada – kontrolní orgán komory o 70 členech
- kárná komise – provádí u advokátů kárné řízení, má 83 členů
- odvolací kárná komise – odvolací instance v kárném řízení o 11 členech
- zkušební komise – provádí advokátní zkoušky, zkoušky způsobilosti a uznávací zkoušky

Funkce v orgánech komory jsou čestné.

## Historie advokacie a advokátních komor

### Do roku 1849
První zmínka o výkonu advokacie se objevuje v Ius regale montanorum, později dochází k diferenciaci na řečníky, kteří u soudu vystupují zároveň se svým klientem, a tzv. poručníky pře, kteří ho zastupují již zcela samostatně. Podobné postavení mají páni z lavic, ti ale poskytují pomoc jen co týče procesního práva. Právní regulace je obsažena v Koldínových Právech městských.
Za první advokátní řád lze považovat usnesení generálního sněmu z roku 1615, ale až Obnoveným zřízením zemským se výkonu advokacie dostává pevnějšího rámce. Tehdy se opět rozlišuje, a to na prokurátory (nikoli v pozdějším významu), kteří zastupují u soudního jednání a advokáty, ti jsou ale oprávněni pouze sepisovat podání. Od roku 1781 platí nová úprava, obsažená v Josefínském soudním řádu, pro výkon advokacie je poprvé jako nepominutelná podmínka předepsán doktorát práv a advokátní zkouška. Také je tehdy zaveden numerus clausus, tedy striktní kvóty na počet advokátů. Samosprávná instituce pro advokáty ve formě advokátní komory však až do roku 1849 neexistuje.

### 1849–1918
Novodobá úprava advokacie vznikla až přijetím provizorního advokátního řádu dne 16. srpna 1849, který ustavil advokátní komory, a dále definitivního advokátního řádu k 1. ledna 1869. Podle tohoto řádu musel být každý advokát členem advokátní komory, kterým se však mohl stát každý po splnění zákonných podmínek (domovské právo v obci na území státu, svéprávnost, titul doktora práv, 7letá právní praxe, advokátní zkouška). Numerus clausus byl zrušen. Roku 1872 byl zaveden advokátní kárný řád, kterým byla u každé advokátní komory zřízena disciplinární rada, ve druhé instanci pak kárné prohřešky posuzoval Nejvyšší soud. Až do roku 1890 jsou odměny advokátů jen smluvní, poté je vydán advokátní tarif, který zavedl 3 tarifní třídy podle působnosti toho kterého advokáta (I. třída Vídeň a okolí, II. třída Praha, Brno, Karlovy Vary, Mariánské Lázně, III. třída ostatní místa). K roku 1904 je povoleno advokátům nosit talár, tehdy zvaný jako roucho úřední.
Advokátní komory byly zřizovány v sídle a s územní působností totožnou s vrchními zemskými soudy. V Čechách působila Advokátní komora v Praze a na Moravě a ve Slezsku původně jen Advokátní komora v Brně, neboť tam sídlil vrchní zemský soud společný pro obě země, ale po roce 1869 je ustavena i slezská Advokátní komora v Opavě. V roce 1900 pak byla na 3. sjezdu delegátů rakouských advokátních komor ustavena rakouská Stálá delegace advokátních komor. Komory jednaly buď ve shromáždění všech členů nebo prostřednictvím svého výboru. Shromáždění členů tajně volilo nadpoloviční většinou přítomných na dobu tří let prezidenta, jeho náměstka a členy výboru komory a taktéž na dobu tří let prezidenta, členy a náhradníky disciplinární rady. Dále volilo zkušební komisaře pro advokátní zkoušky. Shromáždění členů komory rozhodovalo o jednacím řádu komory i výboru, o počtu členů výboru a rozpočtu komory. Jednací řády musely být schváleny Ministerstvem spravedlnosti. Výbor se usnášel nadpoloviční většinou za přítomnosti alespoň dvou třetin všech členů výboru, mimo jiné vedl seznam advokátů. Prezident či jeho náměstek předsedali komoře i výboru, přičemž předsedající hlasoval jen v případě rovnosti hlasů. Disciplinární rada měla disciplinárním statutem stanoven počet členů včetně prezidenta na 7 (pokud advokátů v komoře bylo méně než 50), 9 (pokud advokátů bylo 50 – 100), 15 (pokud advokátů bylo 101 a více). Kromě toho se volili 4 náhradníci a 6 náhradníků, jestliže bylo 15 členů Disciplinární rady. Prvním prezidentem komory byl pražský advokát František Dvorský, působící ve funkci až do své smrti roku 1911.
V roce 1905 došlo v pražské Advokátní komoře k národnímu kompromisu, který ukončil německou převahu ve vedení komory. Bylo stanoveno, že je-li prezidentem komory Čech, tak Němec bude prezidentem disciplinární rady a naopak, přičemž náměstkové byli opačné národnosti než předsedové. V roce 1910 byl Ministerstvem spravedlnosti schválen jednací řád komory, který stanovil paritu zastoupení českých a německých advokátů v orgánech pražské Advokátní komory. Obdobně byl národní kompromis dosažen v brněnské Advokátní komoře jednacím řádem přijatým na valné hromadě 27. března 1905, který stanovil střídání německy a česky hovořících advokátů v postu prezidenta komory. Předsedy opavské Advokátní komory byli vždy německy hovořící advokáti vzhledem k jejich značné početní převaze.

### 1918–1945
Po vzniku první republiky dochází roku 1920 k uzákonění povinnosti složit slib věrnosti republice a roku 1922 je advokacie konečně otevřena i ženám. K roku 1923 je vydán i nový advokátní tarif. První advokátkou se 12. června 1928 stává Hilda Wíchová-Mocová. Snaha o vydání nového advokátního řádu však vychází naprázdno a tak stále platí původní advokátní řád z roku 1869.
Se vznikem státu přechází na Slovensku i čtyři bývalé uherské advokátní komory, které se roku 1919 slučují v jednu se sídlem v Turčianském sv. Martině. V roce 1924 vznikla jako společná reprezentace československých advokátních komor Stálá delegace advokátních komor, která však neměla zákonný podklad a veřejnomocenský charakter. Paritní princip při obsazování funkcionářů v pražské Advokátní komoře dosažený roku 1905 byl zrušením jednacího řádu Ministerstvem spravedlnosti v roce 1919 opuštěn a až v roce 1920 bylo dosaženo kompromisu, který stanovil, že Češi budou mít post prezidenta (významným byl JUDr. Alois Stompfe), jednoho náměstka prezidenta komory a 16 členů výboru a Němcům připadne post jednoho náměstka prezidenta komory a 11 členů výboru. K opuštění paritního principu dochází i v brněnské Advokátní komoře, a to roku 1931. V roce 1936 došlo v důsledku růstu počtu advokátů ke změně složení disciplinární rady, která měla 10 členů a 4 náhradníky (pokud bylo advokátů v komoře nejvýše 200), 15 členů a 6 náhradníků (pokud bylo advokátů 201 až 1000), 22 členů a 6 náhradníků (pokud bylo advokátů 1001 až 2000), 32 členů a 10 náhradníků (pokud bylo advokátů 2001 a více).
Po Mnichovské dohodě došlo k zániku opavské Advokátní komory, zbylá nezabraná území spravuje Advokátní komora v Brně. V roce 1938 byl omezen volný přístup do advokacie novou podmínkou, že bude povolen zápis do seznamu advokátů, jen pokud tomu nebrání veřejný zájem, což bylo znovu potvrzeno zákonem z roku 1948. V roce 1940 došlo k vyloučení Židů z advokacie a ke vzniku možnosti se nechat zaregistrovat jako tzv. židovský právní zástupce, jmenovaných Ministerstvem spravedlnosti. Vzhledem k tehdejším poměrům šlo ale jen o teoretickou možnost. Všichni advokáti navíc mohli být z advokacie vyloučeni pro politickou nespolehlivost ve vztahu k Německé říši. Naopak na území Protektorátu Čechy a Morava začínají působit němečtí advokáti (Rechtsanwalt) a vedle dvou českých advokátních komor souběžně působí německá Říšská komora právních zástupců.

### 1945–1989
Po osvobození 1945 nebyla obnovena Advokátní komora v Opavě a nadále působila v Čechách Advokátní komora v Praze a v Moravskoslezské zemi Advokátní komora v Brně. Vzhledem k odsunu německého obyvatelstva byly všechny německé advokátní kanceláře uzavřeny.
Po převzetí moci komunisty je roku 1948 vydán zákon o advokacii, nahrazující dosavadní advokátní řád z roku 1869. Tento zákon k 1. lednu 1949 zrušil obě samosprávné advokátní komory a místo toho ustavil krajská sdružení advokátů a Ústřední sdružení advokátů se sídlem v Praze, které dohlíželo na činnost krajských sdružení. Sdružení byla právnickými osobami. Orgány krajských sdružení byla členská schůze, výbor a předseda a orgány ústředního sdružení byly schůze delegátů krajských sdružení, předsednictvo a předseda. Organizační řády Ústředního i krajských sdružení vydával ministr spravedlnosti nařízením, jednací řády vydávalo Ústřední sdružení s jeho schválením. Byla stanovena politická podmínka výkonu advokacie – oddanost lidově demokratickému zřízení. Nejen díky tomu dochází celkově k velkému poklesu počtu advokátů, naopak ale vznikají právní poradci při odborech a státních podnicích. Nedlouho poté je roku 1951 vydán nový zákon o advokacii, který sdružení advokátů ruší a místo nich zavádí tzv. advokátní poradny bez právní subjektivity a jim nadřízené Ústřední advokátních poraden se sídlem v Praze. Advokáten se může tehdy stát ten, kdo je státně spolehlivým československým občanem, má právní vzdělání, 2letou praxi a složil odbornou zkoušku. Ministr spravedlnosti nicméně může jakoukoli z těchto podmínek prominout. V té době je ovšem opětovně zaveden advokátní tarif, do té doby se všechny příjmy povinně odevzdávaly na krajské sdružení, které je přerozdělovalo.
Nestabilní vývoj právní úpravy advokacie a jejího institucionálního zabezpečení pokračuje roku 1963, kdy je opět vydán nový zákon o advokacii. Ten opětovně zavádí krajská sdružení advokátů a jim nadřízené Ústředí československé advokacie. Na Slovensku pak působí jeho výbor. Nicméně nedochází ke zrušení advokátních poraden, ty nadále fungují, a to na úrovni okresní. Po vzniku československé federace je zákon zase zrušen a jsou vydány zákony republikové, nicméně úprava se již nemění, protože zůstávají prakticky stejné jako zrušený zákon. Logicky pouze vzniká Ústředí české advokacie a Ústředí slovenské advokacie a navíc je zvýšena povinná praxe pro adepty advokacie na 3 roky. V rámci ústředí advokacie je také zavedena revizní a kárná komise.

### Po roce 1989

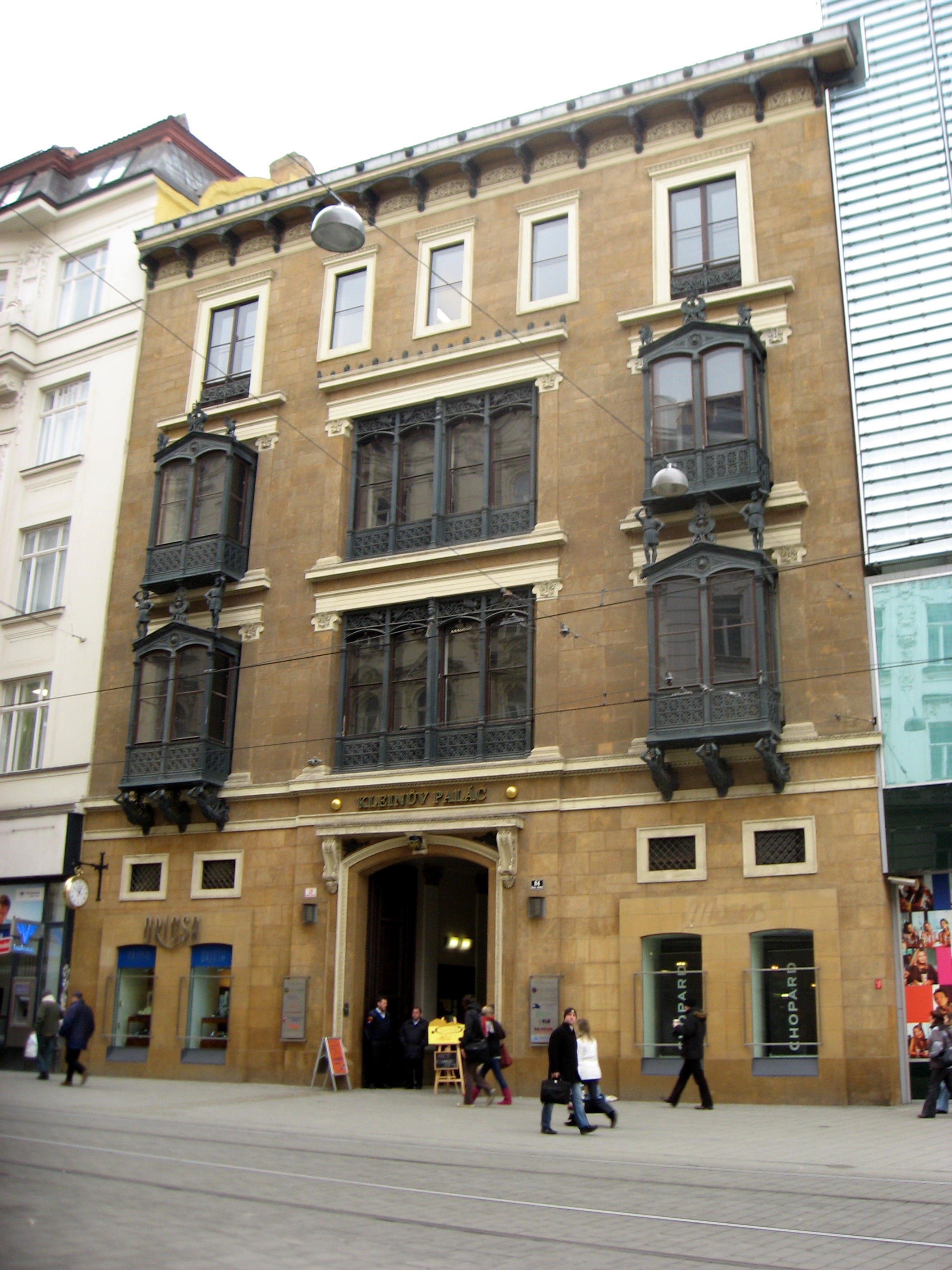
Kleinův palác, sídlo brněnské pobočky

Po pádu komunistického režimu došlo díky novému zákonu o advokacii z roku 1990 k obnově samosprávy, vzniká Česká advokátní komora se sídlem v Praze. Ta již má působnost pro celou Českou republiku, protože komora se sídlem v Brně obnovena nebyla. Až roku 2005 byla zřízena její brněnská pobočka, což navrhl tehdejší poslanec a advokát Zdeněk Koudelka. Advokacie se opět mění na svobodné povolání se zajištěnou samosprávou.
Do roku 1996 existovali i komerční právníci a jejich Komora komerčních právníků, ale poté se z nich s dalším zákonem o advokacii stáli klasičtí advokáti sdružení v ČAK.

## Předsedové České advokátní komory od roku 1990
1. 1990–1994: JUDr. Karel Čermák
2. 1994: JUDr. Martin Šolc
3. 1995: JUDr. Milan Skalník
4. 1996: prof. JUDr. Luboš Tichý
5. 1996–2001: JUDr. Karel Čermák
6. 2002–2003: JUDr. PhDr. Stanislav Balík
7. 2004–2009: JUDr. Vladimír Jirousek
8. 2009–2017: JUDr. Martin Vychopeň
9. 2017–2021: JUDr. Vladimír Jirousek
10. od 2021: JUDr. Robert Němec, LL.M.[4]

## Kritika komory veřejnými ochránci práv
Česká advokátní komora bývá kritizována za laxnost v trestání prohřešků svých členů-advokátů. Nevyloučila ze svých řad např. advokáta Kolju Kubíčka, který byl pravomocně odsouzen za vydírání svědka, nebo advokáty Lenku a Karla Hnilicovy, kteří šikanovali nájemníky. V roce 2010 vyzval veřejný ochránce práv Pavel Varvařovský v této souvislosti advokátní komoru k zásahu, ovšem bez úspěchu. Lenka Hnilicová nebyla z advokátní komory vyloučena ani tehdy, kdy byla pravomocně odsouzena za vydírání. Komora dospěla k závěru, že se Hnilicová „dopustila méně závažného skutku a dosud vedla řádný život“. Zástupce ombudsmanky Stanislav Křeček považoval takové jednání komory za nepochopitelné, ilustrující „naprostou neschopnost veřejné moci … právo prosadit“.